# Boaz Meylink
Boaz Meylink (ur. 22 marca 1984 w Deventer) – holenderski wioślarz, brązowy medalista olimpijski z Rio de Janeiro.
Zawody w 2016 były jego drugimi igrzyskami olimpijskimi, debiutował w 2012. W Brazylii zajął 3. miejsce w ósemce, osadę tworzyli także Kaj Hendriks,
Robert Lücken, Boudewijn Röell, Olivier Siegelaar, Dirk Uittenbogaard, Mechiel Versluis, Tone Wieten i Peter Wiersum. W tej konkurencji był brązowym medalistą mistrzostw świata w 2015. W 2013 zdobył złoto mistrzostw świata i Europy w czwórce bez sternika.